# Nécrose létale du maïs
La nécrose létale du maïs (NLM) est une maladie virale végétale causée par la combinaison de deux phytovirus, qui affecte les cultures de maïs (Zea mays) dans différents pays. C'est une maladie émergente identifiée pour la première fois aux États-Unis en 1976,.

## Agents pathogènes
Les agents pathogènes de cette maladie sont d'une part, le virus de la marbrure chlorotique du maïs (MCMoV, Maize Chlorotic Mottle Virus), combiné d'autre part avec un virus de la famille des Potyviridae, tels le virus de la mosaïque de la canne à sucre (SCMV, Sugarcane Mosaic Virus), le virus de la mosaïque striée du blé (WSMV, Wheat Streak Mosaic Virus) ou le virus de la mosaïque nanisante du maïs (MDMV, Maize Dwarf Mosaic Virus). C'est la double infection par le MCMoV et un des Potyvirus qui déclenche les symptômes caractéristiques de la maladie, entraînant une nécrose systémique et la mort de la plante. Ce complexe de virus provoque des symptômes plus graves que la simple addition des effets de chacun des virus. 

## Mode de transmission
La maladie est transmise par divers insectes vecteurs de virus, dont les plus communs sont des thrips du maïs (Frankliniella williamsi), les larves de chrysomèles des racines (Diabrotica undecimpunctata, Diabrotica longicornis et Diabrotica virgifera) et des coléoptères des feuilles (Oulema melanopus), des altises du maïs (Systena frontalis) et Chaetocnema pulicaria. Elle peut aussi se transmettre mécaniquement ou par les semences. En Afrique orientale, les points les plus touchés sont les endroits où le maïs est cultivé continuellement,.

## Distribution
La maladie est présente sur plusieurs continents : en Amérique du Sud (Pérou- depuis 1974, Argentine), en Amérique du Nord (États-Unis, Mexique), à Hawaï, en Chine (depuis 2010) et en Afrique, où, outre le Kenya, dont deux pour cent de la récolte étaient affectés en 2012, la maladie  est désormais présente dans plusieurs pays limitrophes : Ouganda, Tanzanie et Soudan du Sud.

## Lutte
Une variété de maïs résistante à la nécrose létale du maïs, destinée à l’Afrique de l'Est, est en cours de création par le CIMMYT (Centre international d'amélioration du maïs et du blé) en utilisant CRISPR/Cas9,.